# Louis d'Arvers
Louis d'Arvers, pseudonyme de Louise Gabrielle Marie Beaubreuil, née le 6 novembre 1864 à Limoges et morte le 14 janvier 1944 à Clermont-Ferrand, est une journaliste et écrivaine française, autrice de romans sentimentaux. Épouse du libraire Ambroise Dumont, elle est également connue sous le nom de Gabrielle Dumont.
Elle est directrice de L'Avenir du Plateau central, quotidien clermontois (1890-1944). Journal de la droite traditionnelle et de l'Église catholique, L'Avenir est très hostile au Front populaire et est pétainiste pendant la Seconde Guerre mondiale, ce qui lui vaut d'être interdit à la Libération.

## Romans
- Le coup de foudre, 1924
- Madeline, 1933

## Traductions

### De Charles Norris Williamson
- Mon ami le chauffeur, 1933
- Le chaperon, 1933

### D'Alice Muriel Williamson
- Trop jolie, 1933
- Le Mariage de Lord Loveland, Collection Stella, no 15
- Beautés rivales, Collection Stella, no 431

### D'Emmuska Orczy
- Un serment, 1933